# Ramsjö SK
Ramsjö SK (Ramsjö Sportklubb) är en fotbollsklubb bildad 25 augusti 1952. 
Under 60-talet var Ramsjö SK ett av Norrlands bättre fotbollslag då de spelade i samma division som exempelvis Gävle, Sundsvall och Östersund.
Hemmaarena är Thurevallen som ligger vid Hennasjöns norra strand, namnet är efter föreningens grundare, Thure Eriksson.
Varje sommar har man en korpturnering i fotboll kallad Cabarécupen, vilken är en heldagars fotbollscup med korplag från bland annat Ramsjö, Ljusdal, Ånge och Stockholm.
Vintertid anordnas en skidtävling kallad Vargloppet med åkare från hela landet, bland annat Vasalopps-vinnaren Oskar Svärd brukar åka tävlingen.